# Dangerous (canção de Kardinal Offishall)
"Dangerous" (em português:  Perigosa) é um single de Kardinal Offishall com a participação de Akon. Foi lançado para o rádio em 18 de março de 2008 e no iTunes em 1 de abril. Esse é o primeiro single oficial do álbum Not 4 Sale.

## Videoclipe
O videoclipe oficial da canção foi gravado em Miami, na Flórida, e dirigido por Gil Green. Foi lançado em maio no AOL.com.
Ele começa com uma garota (Chanta Patton) passando por Kardinal, Akon e amigos e todos assistindo a ela e a seguindo. Muitas das cenas iniciam a partir do zoom para fora de objetos como óculos escuros entre outros. Tem cenas em um restaurante, um clube e uma praia. Existem participações no vídeo de DJ Khaled, Red Cafe, Black Chiney, Clinton Sparks e muitos outros.

## Desempenho nas paradas
| Paradas (2008)                                   | Melhor posição |
| ------------------------------------------------ | -------------- |
| Austrália - Top 50                               | 42             |
| Áustria - Top 75                                 | 52             |
| Bélgica - Top 50                                 | 27             |
| Bulgária - Top 40                                | 34             |
| Canadá - Hot 100                                 | 2              |
| Dinamarca - Top 40                               | 31             |
| Eslováquia - Parada de Singles                   | 5              |
| Estados Unidos - Billboard Hot 100               | 5              |
| Estados Unidos - Billboard Pop 100               | 3              |
| Estados Unidos - Billboard Rhythmic Top 40       | 1              |
| Estados Unidos - Billboard Mainstream Top 40     | 3              |
| Estados Unidos - Billboard Hot R&B/Hip-Hop Songs | 50             |
| Estados Unidos - Billboard Hot Rap Tracks        | 6              |
| Finlândia - Top 20                               | 7              |
| França - Top 100                                 | 8              |
| Irlanda - Top 50                                 | 40             |
| Noruega - Top 20                                 | 5              |
| Reino Unido - Top 75                             | 16             |
| Roménia - Parada de Singles                      | 4              |
| Suécia - Top 60                                  | 46             |
| Suíça - Top 100                                  | 47             |
| Mundo - United World Chart - Top 40              | 15             |